# Los Cafres
Los Cafres es una banda argentina de reggae. Formada en 1987 en Buenos Aires, fue la primera en cantar roots reggae en español. Liderados por su cantante Guillermo Bonetto, a lo largo de sus más de 30 años de historia Los Cafres editaron catorce discos, de los cuales tres se convirtieron en Disco de Oro. En reiteradas ocasiones, fueron nominados a los Premios Grammy.

## Historia

### Comienzos (1987-1992)
La banda se formó en la ciudad de Buenos Aires en 1987. Sus miembros fundadores fueron Guillermo Bonetto (voz líder y guitarra rítmica), Roberto "El Robba" Razul (bajo), Adrián Canedo (batería), Gustavo Pilatti (primera guitarra y coros) y Claudio Illobre (percusión y coros). Desde el primer momento, la intención de sus integrantes fue hacer reggae roots en castellano.
El primer show de Los Cafres fue 17 de octubre de 1987 en "Funk", un exótico pub ubicado en la esquina de Santa Fe y Pueyrredón, en el Barrio Norte de la Ciudad de Buenos Aires. Durante los primeros dos años de la banda, su formación fue inestable y sus shows esporádicos, debido a que Guillermo Bonetto era al mismo tiempo percusionista de Los Pericos. 
Debido a la difícil situación política y económica que atravesaba la Argentina al promediar 1989, la banda decidió hacer un paréntesis. Sus integrantes emigraron a distintos países, pero la mayoría de ellos regresaron a Buenos Aires en 1992, para volver a los escenarios a fines de ese mismo año.

### Por qué "Cafres"
Decidieron llamar a la banda como “Los Cafres” después de leer la palabra “cafre” en un libro sobre la historia del reggae publicado en España. El adjetivo “cafre” proviene del vocablo árabe “Kafir”, que significa incrédulo, bárbaro, cruel, animal, bestia, selvático, patán o inhumano, pero básicamente, “salvaje”. Cuando la palabra cruzó las fronteras musulmanas, se expandió por todo el mundo como un adjetivo peyorativo, de mayor o menor gravedad según las regiones. En España se la castellanizó como “Cafre”.

### Primeros discos (1992-2003)
La banda volvió a los escenarios a fines de 1992 con una nueva formación. Gonzalo Albornoz reemplazó a Roberto Razul en el bajo; Claudio Illobre empezó a tocar los teclados; y Guillermo Bonetto continuó cantando y tocando la guitarra rítmica, pero poco después se concentró en ser solo vocalista.
Durante todo 1993 se presentaron en pubs y bares de la ciudad de Buenos Aires y sus alrededores. En enero de 1994, grabaron en los estudios Del Cielito de Buenos Aires, su primer disco, "Frecuencia Cafre", el cual fue mezclado en los estudios Tuff Gong de Kingston, Jamaica, por el ingeniero Erroll Brown. Este es el primer disco de reggae roots en castellano del que se tenga registro a nivel mundial.
En abril de 1995 lanzaron su segundo álbum, “Instinto”, grabado en los Estudios Panda de Buenos Aires y mezclado por Jim Fox. Años más tarde, este disco fue elegido el mejor álbum de reggae argentino por la revista Rolling Stone (Argentina). En 1996 editaron su versión dub, llamada "Instinto Dub". Sus siguientes trabajos fueron "Suena la Alarma" (1997) y "Espejitos" (2000). En octubre de 2002 celebraron su 15.° aniversario grabando en Buenos Aires "Vivo a lo Cafre", su primer disco en vivo.

### Popularidad (2004-actualidad)
Si bien la banda era reconocida en la Argentina y había empezado a presentarse en países como Puerto Rico y México a partir de 2000, recién lograron masividad con su siguiente disco de estudio "¿Quién da más?", editado en 2004. Mezclado y masterizado en estudios Playbach de San Juan de Puerto Rico, nuevamente por Errol Brown, incluyó la canción "Si el amor se cae".
En 2006 editaron su segundo disco en vivo, llamado "Luna Park", al que siguió el año siguiente el lanzamiento de manera simultánea de dos álbumes de estudio: "Barrilete" y "Hombre simple". En 2009 lanzaron un disco de versiones reggae de clásicos del pop y el rock internacional, llamado "Clasic Lover Covers", editado en México como "Roots, Rock, Reggae". Este fue grabado en vivo en los estudios de la radio Rock & Pop de Buenos Aires.
En noviembre de 2007, dieron un concierto masivo con sus últimos éxitos en el Festival de la Primavera de Santa Teresita, en el Partido de La Costa, Buenos Aires, con Skapunk-do y bandas locales.
Tras dos años y algunos cambios en su formación, Los Cafres editaron en 2011 "El paso gigante". Mezclado nuevamente por Jim Fox, incluyó el tema "Casi q' me pierdo". Para festejar su 25.° aniversario, en 2012 la banda grabó "25 Años de Música", un disco doble con nuevas versiones de temas de todos sus discos, destacándose la nueva versión de "Tus ojos", incluido originalmente en el disco "Suena la Alarma". Su siguiente trabajo de estudio vio la luz en septiembre de 2016, con el lanzamiento de “Alas Canciones”.
Liderados por Guillermo Bonetto, en 2017 Los Cafres cumplieron 30 años siendo considerados una de las bandas fundacionales y referenciales del reggae latinoamericano. Desde aquellos primeros viajes a Puerto Rico y México en 2000, la banda no dejó de viajar por toda Latinoamérica. Desde 2010 se presentan periódicamente en Estados Unidos tocando para las comunidades latinas, y en 2018 cruzaron por primera vez el océano Atlántico para actuar en España.
Para festejar sus tres décadas con la música, la banda comenzó en marzo de 2019 la grabación de un disco triple. El proyecto contemplaba el lanzamiento escalonado de los tres volúmenes en las plataformas digitales, para finalmente editarlos juntos de manera física. El primer volumen de “Los Cafres – 3 Décadas” pudo escucharse en las plataformas en agosto de 2019, pero la Pandemia de COVID-19 postergó el lanzamiento de los dos restantes.

## Discografía
- Frecuencia cafre (1994)[5]
- Instinto (1995)
- Instinto Dub' (1996)
- Suena la alarma (1997)
- Espejitos (2000)
- Vivo a lo Cafre (2003)
- ¿Quién da más? (2004)
- Luna Park (2006)
- Hombre simple (2007)
- Barrilete (2007)
- Classic Lover Covers (2009)
- El paso gigante (2011)
- 25 años de música (2013)
- Alas canciones (2016)
- HOY - 3 Décadas, Vol. 1 (2019)

## Integrantes
- Guillermo Bonetto: voz y percusión
- Claudio Illobre: teclados
- Gonzalo Albornoz: bajo
- Manuel Fernández Castaño: saxo
- Guillermo Rangone: trompeta
- Víctor Raffo: guitarra rítmica
- Demian Marcelino: primera guitarra
- Iván Mustapich: batería

### Exintegrantes
- Roberto "El Robba" Razul: bajo
- Adrián Canedo: batería
- Sebastián sebolla Paradisi: Bateria
- Gustavo Pilatti: primera guitarra y coros